# Емма Лайне
Емма Лайне (фін. Emma Laine; нар. 26 березня 1986) — колишня фінська тенісистка.
Найвищу одиночну позицію світового рейтингу — 50 місце досягла 7 серпня 2006, парну — 64 місце — 30 жовтня 2006 року.
Здобула 11 одиночних та 44 парні титули.
Найвищим досягненням на турнірах Великого шолома було 3 коло в парному розряді.
Завершила кар'єру 2019 року.

## Фінали ITF

### Одиночний розряд (11–10)
| Легенда          |
| ---------------- |
| турніри $100,000 |
| турніри $75,000  |
| турніри $50,000  |
| турніри $25,000  |
| турніри $10,000  |

| Фінали за покриттям |
| ------------------- |
| Тверде (7–9)        |
| Ґрунт (3–1)         |
| Трава (0–0)         |
| Килим (1–0)         |

| Результат | Ранг | Дата            | Турнір                   | Покриття   | Суперниця              | Рахунок                |
| --------- | ---- | --------------- | ------------------------ | ---------- | ---------------------- | ---------------------- |
| Перемога  | 1.   | 26 січня 2004   | Тіптон, Велика Британія  | Тверде (i) | Льяна Балачі           | 6–7(4), 6–2, 6–3       |
| Перемога  | 2.   | 22 лютого 2004  | Капріоло, Італія         | Килим (i)  | Ніка Ожегович          | 7–6(6), 6–7(4), 7–6(4) |
| Поразка   | 1.   | 22 березня 2004 | Санкт-Петербург, Росія   | Тверде (i) | Анастасія Якімова      | 6–3, 2–6, 1–6          |
| Перемога  | 3.   | 5 квітня 2004   | Торре-дель-Греко, Італія | Ґрунт      | Шанелль Схеперс        | 3–6, 6–4, 6–0          |
| Поразка   | 2.   | 16 серпня 2004  | Вестенде, Бельгія        | Тверде     | Леслі Буткевіч         | 6–7(4), 6–7(4)         |
| Поразка   | 3.   | 6 вересня 2004  | Мадрид, Іспанія          | Тверде     | Ганна Ноні             | 4–6, 3–6               |
| Перемога  | 4.   | 20 вересня 2004 | Джерсі, Велика Британія  | Тверде (i) | Олена Балтача          | 3–6, 6–2, 6–1          |
| Поразка   | 4.   | 14 лютого 2005  | Бромма (район), Швеція   | Тверде (i) | Ольга Савчук           | 1–6, 2–6               |
| Поразка   | 5.   | 21 березня 2005 | Санкт-Петербург, Росія   | Тверде (i) | Катерина Бичкова       | 1–6, 2–6               |
| Перемога  | 5.   | 15 серпня 2005  | Гельсінкі, Фінляндія     | Тверде     | Ірина Кузьміна         | 6–0, 6–2               |
| Поразка   | 6.   | 27 лютого 2006  | Лас-Вегас, США           | Тверде     | Шенай Перрі            | 1–6, 4–6               |
| Перемога  | 6.   | 12 січня 2009   | Глазго, Велика Британія  | Тверде (i) | Стефані Вонгсуті       | 4–6, 6–2, 7–6(4)       |
| Перемога  | 7.   | 3 серпня 2009   | Savitaipale, Фінляндія   | Ґрунт      | Анетт Шуттінґ          | 7–5, 6–1               |
| Поразка   | 7.   | 27 вересня 2010 | Гельсінкі, Фінляндія     | Тверде (i) | Юлія Бейгельзимер      | 6–7(7), 0–6            |
| Перемога  | 8.   | 3 березня 2014  | Шарм-еш-Шейх, Єгипет     | Тверде     | Мадрі Ле Ру            | 6–2, 6–2               |
| Перемога  | 9.   | 3 серпня 2014   | Савітайпале, Фінляндія   | Ґрунт      | Марія Саккарі          | 6–3, 5–7, 6–0          |
| Перемога  | 10.  | 7 вересня 2014  | Анталія, Туреччина       | Тверде     | Нунгнадда Ваннасук     | 6–0, 6–4               |
| Поразка   | 8.   | 12 грудня 2015  | Victoria Park, Гонконг   | Тверде     | Тянь Жань              | 2–6, 3–6               |
| Перемога  | 11.  | 26 грудня 2015  | Victoria Park, Гонконг   | Тверде     | Тіхіро Мурамацу        | 6–1, 6–3               |
| Поразка   | 9.   | 10 липня 2016   | Лісабон, Португалія      | Тверде     | Марія Хосе Луке Морено | 2–6, 3–6               |
| Поразка   | 10.  | 24 липня 2016   | Тампере, Фінляндія       | Ґрунт      | Пія Суомалайнен        | 6–0, 2–6, 3–6          |

### Парний розряд (44–22)
| Результат | Ранг | Дата              | Рівень   | Турнір                        | Покриття   | Партнерка                   | Суперниці                                    | Рахунок             |
| --------- | ---- | ----------------- | -------- | ----------------------------- | ---------- | --------------------------- | -------------------------------------------- | ------------------- |
| Перемога  | 1.   | 16 лютого 2004    | 10,000   | Капріоло, Італія              | Килим (i)  | Ессі Лайне                  | Йоланда Менс Штефані Вайс                    | 6–3, 6–3            |
| Перемога  | 2.   | 16 серпня 2004    | 10,000   | Вестенде, Бельгія             | Тверде     | Вероніка Хвойкова           | Янетте Бейлкова Татьяна Марія                | 6–4, 7–5            |
| Поразка   | 1.   | 23 серпня 2004    | 10,000   | Трекастаньї, Італія           | Тверде     | Вероніка Хвойкова           | Андреа Бенітес Естафанія Грасіун             | 3–6, 6–3, 2–6       |
| Перемога  | 3.   | 6 вересня 2004    | 25,000   | Мадрид, Іспанія               | Тверде     | Ганна Ноні                  | Кільдін Шевальє Марта Фрага                  | 6–3, 7–6(3)         |
| Перемога  | 4.   | 13 вересня 2004   | 10,000   | Манчестер, Велика Британія    | Тверде (i) | Ессі Лайне                  | Ганна Коллін Анна Говкінс                    | 6–4, 6–4            |
| Перемога  | 5.   | 20 вересня 2004   | 25,000   | Джерсі, Велика Британія       | Тверде (i) | Катрін Верле                | Анаушка ван Ексел Іпек Шенолу                | 1–6, 6–1, 6–1       |
| Перемога  | 6.   | 7 лютого 2005     | 25,000   | Капріоло, Італія              | Тверде (i) | Марія Коритцева             | Клаудія Янс-Ігначик Аліція Росольська        | 3–6, 6–4, 7–5       |
| Поразка   | 2.   | 15 серпня 2005    | 25,000   | Гельсінкі, Фінляндія          | Тверде     | Ессі Лайне                  | Марія Гезненге Штефані Гайднер               | 5–7, 6–2, 4–6       |
| Поразка   | 3.   | 27 листопада 2006 | 50,000   | Мілан, Італія                 | Килим (i)  | Марія Коритцева             | Клаудія Янс Аліція Росольська                | 7–6(5), 5–7, 4–6    |
| Перемога  | 7.   | 7 травня 2007     | 100,000  | Рим, Італія                   | Ґрунт      | Марта Домаховська           | Марет Ані Кароліне Мас                       | 1–0 ret.            |
| Перемога  | 8.   | 14 травня 2007    | 75,000   | Загреб, Хорватія              | Ґрунт      | Агнеш Савай                 | Клаудія Янс Аліція Росольська                | 6–1, 6–2            |
| Перемога  | 9.   | 24 вересня 2007   | 25,000   | Ноттінгем, Велика Британія    | Тверде     | Кароліне Мас                | Анна Фіцпатрік Ана Веселинович               | 3–6, 7–6(4), [10–6] |
| Поразка   | 4.   | 12 травня 2008    | 25,000   | Щецин, Польща                 | Ґрунт      | Теодора Мирчич              | Івета Герлова Тереза Гладікова               | 1–6, 4–6            |
| Перемога  | 10.  | 19 травня 2008    | 25,000   | Москва, Росія                 | Ґрунт      | Теодора Мирчич              | Марія Кондратьєва Оксана Теплякова           | 7–6(5), 6–2         |
| Поразка   | 5.   | 23 червня 2008    | 25,000   | Крістінегамн, Швеція          | Ґрунт      | Тамарін Гендлер             | Патріція Майр-Ахлайтнер Ленка Тварошкова     | 3–6, 4–6            |
| Перемога  | 11.  | 14 липня 2008     | 25,000   | Дармштадт, Німеччина          | Ґрунт      | Гейді Ель Табах             | Мішелль Герардс Марселла Кук                 | 6–3, 6–4            |
| Перемога  | 12.  | 18 серпня 2008    | 25,000   | Вестенде, Бельгія             | Тверде     | Деббріх Фейс                | Ребека Боу Ногейро Юлія Парасюк              | 7–5, 7–5            |
| Перемога  | 13.  | 29 вересня 2008   | 25,000   | Гельсінкі, Фінляндія          | Тверде (i) | Юганна Ларссон              | Патріція Майр Марі-Ев Пеллетьє               | 6–4, 6–2            |
| Перемога  | 14.  | 6 жовтня 2008     | 50,000   | Барнстепл, Велика Британія    | Тверде (i) | Келлі Андерсон              | Еріка Краут Ганна Ноні                       | 6–2, 6–3            |
| Перемога  | 15.  | 24 листопада 2008 | 75,000+H | Тойота (Айті), Японія         | Килим (i)  | Мелані Саут                 | Кіміко Дате Хань Сіньюнь                     | 6–1, 7–5            |
| Перемога  | 16.  | 9 лютого 2009     | 25,000   | Стокгольм, Швеція             | Тверде (i) | Віолетта Юк                 | Мелані Клаффнер Ксенія Мілевська             | 3–6, 7–6(5), [10–8] |
| Перемога  | 17.  | 27 липня 2009     | 10,000   | Тампере, Фінляндія            | Ґрунт      | Сандра Рома                 | Алізе Лім Вів'єнне В'єрін                    | 6–4, 6–3            |
| Перемога  | 18.  | 28 вересня 2009   | 25,000   | Гельсінкі, Фінляндія          | Тверде (i) | Мелані Саут                 | Юханна Ларссон Анна Сміт                     | 6–3, 6–3            |
| Поразка   | 6.   | 12 жовтня 2009    | 50,000   | Барнстапл, Велика Британія    | Тверде (i) | Келлі Андерсон              | Юханна Ларссон Анна Сміт                     | 5–7, 4–6            |
| Перемога  | 19.  | 19 жовтня 2009    | 25,000   | Глазго, Велика Британія       | Тверде (i) | Мелані Саут                 | Евеліна Майр Джулія Майр                     | 6–3, 6–2            |
| Перемога  | 20.  | 12 квітня 2010    | 25,000   | Tessenderlo, Бельгія          | Ґрунт (i)  | Магдалена Кіщиньська        | Ольга Брозда Барбара Собашкевич              | 6–4, 6–1            |
| Перемога  | 21.  | 21 червня 2010    | 25,000   | Крістінегамн, Швеція          | Ґрунт      | Мервана Югич-Салкич         | Юлія Глушко Пемра Озген                      | 6–2, 6–3            |
| Перемога  | 22.  | 28 червня 2010    | 25,000   | Істад, Швеція                 | Ґрунт      | Мервана Югич-Салкич         | Тетяна Ареф'єва Анастасія Литовченко         | 6–1, 6–1            |
| Перемога  | 23.  | 12 липня 2010     | 25,000   | Вокінг, Велика Британія       | Тверде     | Тімеа Бабош                 | Джоселін Рей Емелін Старр                    | 6–2, 6–2            |
| Поразка   | 7.   | 19 липня 2010     | 25,000   | Рексем, Велика Британія       | Тверде     | Саня Мірза                  | Тара Мур Франсеска Стівенсон                 | 6–2, 3–6, [11–13]   |
| Перемога  | 24.  | 9 серпня 2010     | 25,000   | Таллінн, Естонія              | Тверде     | Мелані Саут                 | Лу Цзінцзін Сунь Шеннань                     | 6–3, 6–4            |
| Перемога  | 25.  | 15 листопада 2010 | 25,000   | Братислава, Словаччина        | Тверде (i) | Ірена Павлович              | Клер Феерстен Валерія Савіних                | 6–4, 6–4            |
| Перемога  | 26.  | 31 січня 2011     | 25,000   | Саттон, Велика Британія       | Тверде (i) | Мелані Саут                 | Марта Домаховська Дарія Юрак                 | 6–3, 5–7, [10–8]    |
| Поразка   | 8.   | 14 березня 2011   | 10,000   | Бат (Англія), Велика Британія | Тверде (i) | Тара Мур                    | Джулія Гатто-Монтіконе Анастасія Гримальська | 4–6, 6–2, [6–10]    |
| Перемога  | 27.  | 20 червня 2011    | 25,000   | Крістінегамн, Швеція          | Ґрунт      | Мервана Югич-Салкич         | Тімеа Бабош Ксенія Ликіна                    | 6–4, 6–4            |
| Поразка   | 9.   | 27 червня 2011    | 25,000   | Істад, Швеція                 | Ґрунт      | Мервана Югич-Салкич         | Александра Каданцу Дьяна Енаке               | 4–6, 6–2, [5–10]    |
| Поразка   | 10.  | 11 липня 2011     | 25,000   | Вокінг, Велика Британія       | Тверде     | Мелані Саут                 | Жюлі Куен Ева Грдінова                       | 1–6, 6–3, [8–10]    |
| Перемога  | 28.  | 17 жовтня 2011    | 25,000   | Глазго, Велика Британія       | Тверде (i) | Крістіна Младенович         | Івонн Мойсбургер Штефані Фогт                | 6–2, 6–4            |
| Перемога  | 29.  | 21 листопада 2011 | 25,000   | Гельсінкі, Фінляндія          | Тверде (i) | Жанетта Гусарова            | Тімеа Бабош Ірина Бурячок                    | 5–7, 7–5, [11–9]    |
| Поразка   | 11.  | 22 липня 2013     | 10,000   | Тампере, Фінляндія            | Ґрунт      | Пія Суомалайнен             | Юлія Вахачик Ніна Зандер                     | 4–6, 4–6            |
| Перемога  | 30.  | 29 липня 2013     | 10,000   | Savitaipale, Фінляндія        | Ґрунт      | Пія Суомалайнен             | Анастасія Комардіна Аквіле Паражинскайте     | 6–4, 6–4            |
| Поразка   | 12.  | 26 серпня 2013    | 10,000   | Анталія, Туреччина            | Тверде     | Мелані Саут                 | Андреа Бенітес Карла Форте                   | 6–4, 3–6, [8–10]    |
| Перемога  | 31.  | 2 вересня 2013    | 10,000   | Анталія, Туреччина            | Тверде     | Мелані Саут                 | Патчарін Чіпчандедж Танапорт Тонгсінг        | 6–4, 6–3            |
| Перемога  | 32.  | 8 березня 2014    | 10,000   | Шарм-еш-Шейх, Єгипет          | Тверде     | Іноуе Акарі                 | Діана Боголій Христина Казімова              | 6–2, 6–2            |
| Поразка   | 13.  | 22 березня 2014   | 10,000   | Шарм-еш-Шейх, Єгипет          | Тверде     | Емілі Веблі-Сміт            | Пашкова Євгенія Сергіївна Ана Веселинович    | 3–6, 5–7            |
| Перемога  | 33.  | 23 травня 2014    | 10,000   | Бол, Хорватія                 | Ґрунт      | Пашкова Євгенія Сергіївна   | Ольга Янчук Крістіна Шаховец                 | 6–4, 6–0            |
| Перемога  | 34.  | 30 травня 2014    | 10,000   | Бол, Хорватія                 | Ґрунт      | Б'янка Ботто                | Ленка Кунчікова Кароліна Стухла              | 6–3, 6–3            |
| Поразка   | 14.  | 26 липня 2014     | 10,000   | Тампере, Фінляндія            | Ґрунт      | Анастасія Пивоварова        | Александра Нанкерроу Марія Саккарі           | 2–6, 3–6            |
| Перемога  | 35.  | 2 серпня 2014     | 10,000   | Савітайпале, Фінляндія        | Ґрунт      | Діана Боголій               | Александра Нанкерроу Марія Саккарі           | 6–4, 7–6(2)         |
| Перемога  | 36.  | 10 листопада 2014 | 10,000   | Гельсінкі, Фінляндія          | Тверде (i) | Пашкова Євгенія Сергіївна   | Міа Еклунд Олівія Пімія                      | 6–4, 6–0            |
| Поразка   | 15.  | 28 вересня 2015   | 15,000   | Бангкок, Таїланд              | Тверде     | Сюй Цзинвень                | Чхой Чі Хі Пеангтарн Пліпич                  | 5–7, 3–6            |
| Поразка   | 16.  | 19 жовтня 2015    | 15,000   | Бангкок, Таїланд              | Тверде     | Страхова Валерія Михайлівна | Нудніда Луангам Пеангтарн Пліпич             | 2–6, 3–6            |
| Поразка   | 17.  | 12 грудня 2015    | 10,000   | Victoria Park, Гонконг        | Тверде     | Юкіна Сайґо                 | Хан Сон Хі Кім На Рі                         | 6–3, 3–6, [8–10]    |
| Перемога  | 37.  | 18 грудня 2015    | 10,000   | Victoria Park, Гонконг        | Тверде     | Юкіна Сайґо                 | Мана Аюкава Харука Кадзі                     | w/o                 |
| Перемога  | 38.  | 25 грудня 2015    | 10,000   | Victoria Park, Гонконг        | Тверде     | Юкіна Сайґо                 | Цзян Сіньюй Лі Їхон                          | 6–1, 6–1            |
| Поразка   | 18.  | 8 січня 2016      | 25,000   | Victoria Park, Гонконг        | Тверде     | Сюй Цзинвень                | Вікторія Голубич Штефані Фогт                | 2–6, 6–1, [4–10]    |
| Поразка   | 19.  | 30 квітня 2016    | 10,000   | Тучепи, Хорватія              | Ґрунт      | Адріяна Лекай               | Даша Іванова Петра Крейсова                  | 3–6, 6–2, [5–10]    |
| Перемога  | 39.  | 27 травня 2016    | 10,000   | Варшава, Польща               | Ґрунт      | Сабріна Сантамарія          | Жакеліне Кабадж Авад Дебора К'єза            | 7–6(6), 6–0         |
| Перемога  | 40.  | 9 липня 2016      | 10,000   | Лісабон, Португалія           | Тверде     | Саманта Мюррі               | Матільд Армітано Інес Мурта                  | 7–6(5), 6–3         |
| Перемога  | 41.  | 23 липня 2016     | 10,000   | Тампере, Фінляндія            | Ґрунт      | Юлія Вахачик                | Міа Еклунд Катаріна Герінґ                   | 6–2, 6–3            |
| Перемога  | 42.  | 8 квітня 2017     | 15,000   | Тучепи, Хорватія              | Ґрунт      | Сабріна Сантамарія          | Яна Яблоновська Сандра Ямріхова              | 6–3, 6–2            |
| Перемога  | 43.  | 22 квітня 2017    | 15,000   | Анталія, Туреччина            | Ґрунт      | Юкі Танака                  | Марі Бенуа Їсалін Бонавентюре                | 3–6, 6–1, [10–4]    |
| Поразка   | 20.  | 23 червня 2017    | 60,000   | İzmir Cup, Туреччина          | Тверде     | Котомі Такахата             | Ан-Софі Месташ Ніна Стоянович                | 4–6, 5–7            |
| Поразка   | 21.  | 16 березня 2018   | 15,000   | Іракліон, Греція              | Ґрунт      | Сабріна Сантамарія          | Анна Бондар Река Луца Яні                    | 4–6, 5–7            |
| Поразка   | 22.  | 8 липня 2018      | 25,000   | Ашаффенбург, Німеччина        | Ґрунт      | К'яра Шоль                  | Поліна Лейкіна Ізабелла Шинікова             | 6–7(4), 5–7         |
| Перемога  | 44.  | 21 вересня 2018   | 25,000   | Лісабон, Португалія           | Тверде     | Саманта Маррей              | Міхаелла Крайчек Тереза Мартінцова           | 7–5, 6–4            |